# Munday (Texas)
Munday (Englische Aussprache: /ˈmʌndi/ MUN-dee) ist eine Stadt im Knox County des Bundesstaats Texas der USA. Das U.S. Census Bureau hat bei der Volkszählung 2020 eine Einwohnerzahl von 1.246 ermittelt.

## Lage
Die Stadt liegt an der Kreuzung des US Highway 277, am Texas State Highway 222 und der Farm Roads 1581 und 2811 im Südosten des Knox County.
Munday ist etwa 120 Kilometer von den Abilene und Wichita entfernt.
Nach Angaben des United States Census Bureau hat die Stadt eine Gesamtfläche von 3,6 km².

## Geschichte
Der Ort wurde 1893 besiedelt, als dort ein Laden gebaut wurde. Das erste Postamt wurde 1894 gegründet. Die Wichita Valley Railroad hatte ab 1906 ein Anschluss im Ort, im selben Jahr, in dem die Gemeinde gegründet wurde. Mit 968 Einwohnern im Jahr 1910 war Munday mit Abstand die größte Stadt in Knox County. Bis 1950 erreichte die Bevölkerung 2270. Die Bevölkerung nahm in der zweiten Hälfte des 20. Jahrhunderts langsam ab. Zu den Einrichtungen in Munday gehören ein Golfplatz, eine Kreisbibliothek, ein Stadtpark und ein Antiquitätenläden.

## Wirtschaft
Baumwolle ist eine wichtige landwirtschaftliche Ernte in der Gegend von Munday und ist weiterhin ein wichtiger Bestandteil der lokalen Wirtschaft. Die Baumwollverarbeitung war bedeutend, aber Munday wurde auch ein Zentrum für die Gemüseverarbeitung, da die Bewässerung lokale Bauern dazu ermutigte, Zwiebeln, Kartoffeln, Gurken, Melonen und andere Produkte anzubauen. 1971 eröffnete die Texas A&M University ein Gemüseforschungszentrum in Munday.

## Demografie
Die Bevölkerung betrug bei der Volkszählung 2010 1300.
| Jahr | Einwohner | %±      |
| ---- | --------- | ------- |
| 1910 | 0956      | —       |
| 1920 | 0998      | 4,4 %   |
| 1930 | 1318      | 32,1 %  |
| 1940 | 1545      | 17,2 %  |
| 1950 | 2270      | 46,9 %  |
| 1960 | 1978      | −12,9 % |
| 1970 | 1726      | −12,7 % |
| 1980 | 1738      | 0,7 %   |
| 1990 | 1600      | −7,9 %  |
| 2000 | 1527      | −4,6 %  |
| 2010 | 1300      | −14,9 % |
| 2020 | 1246      | −4,2 %  |

## Bildung
Im Ort gibt es eine High School.